# HD 26764
HD 26764 är en ensam stjärna i den södra delen av stjärnbilden Giraffen. Den har en skenbar magnitud av ca 5,19 och är svagt synlig för blotta ögat där ljusföroreningar ej förekommer. Baserat på parallax enligt Gaia Data Release 2 på ca 11,1 mas, beräknas den befinna sig på ett avstånd på ca 293 ljusår (ca 90 parsek) från solen. Den rör sig närmare solen med en heliocentrisk radialhastighet på ca -3 km/s.

## Egenskaper
HD 26764 är en vit till blå stjärna i huvudserien av spektralklass A2 Vn Den har en massa som är ca 2,3 solmassor, en radie som är ca 3,2 solradier och har ca 60 gånger solens utstrålning av energi från dess fotosfär vid en effektiv temperatur av ca 9 800 K.